# Doosan
Doosan (koreanska: 두산) är ett sydkoreanskt företagskonglomerat (chaebol). Ursprungligen (1896) etablerat som ett varuhus utvecklades Doosan först till ett handelsföretag. Med tiden skiftade Doosan fokus - särskilt från början av 2000-talet - från tjänster och konsumtionsvaror till maskiner, anläggningar och infrastruktur.
Idag (i slutet av 2007), tillhör Doosan de 30 största företagen i Korea och de 2000 största börsnoterade företagen i världen (Forbes Global 2000). Det europeiska huvudkontoret ligger i Waterloo, Belgien.

Bobcat var tidigare ett varumärke under Doosan men blev 2018 ett separat företag.

## Produktgalleri

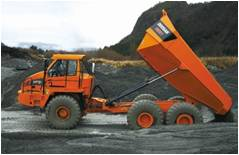
Doosan dumper
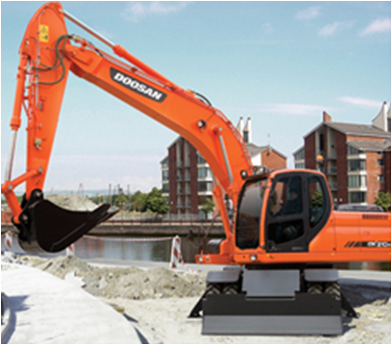
Doosan grävmaskin
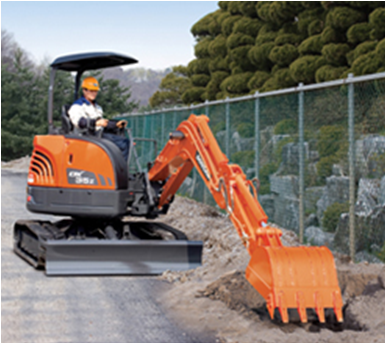
Doosan minigrävare
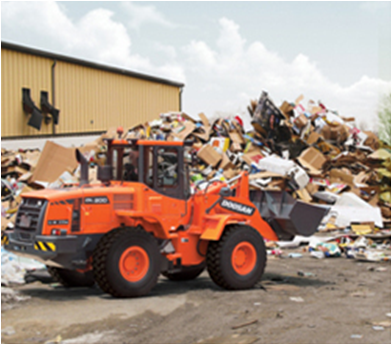
Doosan hjullastare